# Pseudoathyreus orientalis
Pseudoathyreus orientalis är en skalbaggsart som beskrevs av François Louis Nompar de Caumont de Laporte 1840. Pseudoathyreus orientalis ingår i släktet Pseudoathyreus och familjen Bolboceratidae. Inga underarter finns listade i Catalogue of Life.